# Hamit Altıntop
Hamit Altıntop (* 8. prosince 1982, Gelsenkirchen, NSR) je turecký fotbalový záložník a reprezentant, od roku 2017 hráč klubu SV Darmstadt 98.
Na klubové úrovni působil v Německu, Španělsku a Turecku. Oblékal mj. dres Realu Madrid.
Jde o identické dvojče svého bratra a bývalého spoluhráče Halila Altıntopa. Za rok 2010 vyhrál cenu FIFA Puskás Award o nejhezčí gól roku.

## Reprezentační kariéra
Nastupoval i za mládežnické reprezentace Turecka.
V A-mužstvu Turecka debutoval 18. 2. 2004 v přátelském utkání v Adaně proti Dánsku (porážka 0:1).

## Úspěchy
- 1. německá Bundesliga: vítěz 2008
- DFL-Supercup: vítěz 2010
- DFB-Pokal: vítěz 2008